# Sylvie Laurent
Pour les articles homonymes, voir Laurent.
Sylvie Laurent, née à Bocquaire-Bouche le 18 août 1974, est une historienne et américaniste française, maîtresse de conférences à Sciences-Po et chercheuse associée à l'université Harvard. Ses publications portent principalement sur les questions sociales et raciales aux États-Unis.

## Biographie

### Parcours universitaire
Sylvie Laurent est titulaire d'une maîtrise de lettres modernes (2002) d'un DEA d'études anglophones (2003) et d'un doctorat (2007) de littérature américaine à l'université Paris-IV Sorbonne.
En 2004, elle est diplômée du cycle supérieur d'études américaines de l'Institut d'études politiques de Paris.
Sa thèse de littérature américaine, soutenue en 2007 à l'université Paris IV sous la direction de Pierre-Yves Pétillon, s'intitule Du pauvre blanc au « poor white trash » dans le roman américain et son arrière-plan depuis 1920.

### Carrière professionnelle
Elle a enseigné cinq ans dans un lycée de zone urbaine sensible dans l’Oise.
Elle est maîtresse de conférences à Sciences-Po, où elle enseigne l’histoire politique et littéraire des Africains-Américains, et chercheuse associée à Harvard et invitée à Stanford,.
Elle a présenté des chroniques sur la société américaine dans l'émission 28 minutes sur Arte, participé à des émissions culturelles à la radio France Culture, et a publié des articles dans le journal Le Monde. Elle est présentée par les médias comme étant « historienne » et « américaniste »,,,.

## Analyses politiques

### Élection de Bill Clinton
Contrairement aux médias dominants américains, Sylvie Laurent considère que Bill Clinton est un symbole d'une alliance entre néolibéralisme et néoracisme. En effet, selon elle, si Bill Clinton a effectivement fait des discours antiracistes, il a aussi mis en place des réformes sociales et soutenu la peine de mort pendant la campagne de l'élection présidentielle. Sous sa présidence, les incarcérations des Noirs américains s'envolent, tandis que les dépenses publiques diminuent de 22 % à 18 % du PIB.

## Travaux
Sylvie Laurent est l'auteur de plusieurs essais, traitant notamment de divers aspects des évolutions sociales et politiques aux États-Unis depuis 1945.
En 2011, dans Poor white trash, la pauvreté odieuse du Blanc américain, elle ausculte la peur du déclassement d'une Amérique blanche, représentée par la figure littéraire du « white trash » et accrochée à des privilèges fondés sur un ordre racial contesté par des revendications de justice sociale portées par divers mouvements sociaux. En 2013, avec le journaliste Thierry Leclère, elle publie un essai sur la blanchité : De quelle couleur sont les Blancs ?. L'ouvrage, composé de contributions de spécialistes de diverses disciplines (histoire, sociologie, anthropologie, littérature, etc.), confronte le républicanisme à la française à un impensé de sa représentation de l'universel : la blancheur comme facteur déterminant de la condition sociale. Il expose en particulier la construction historique de l'équivalence entre être blanc et être français.
Son Martin Luther King, sous-titré Une biographie intellectuelle et politique et paru en 2015, dresse un portrait contrasté du prix Nobel de la paix. L'icône mondialement connue de la non-violence se double d'un révolutionnaire. Le cheminement intellectuel de Martin Luther King et son observation d'un système politique jugé corrompu le conduisent à considérer que, plus que des réformes, des changements socio-économiques et politiques radicaux sont nécessaires pour parvenir à l'idéal d'une société véritablement égalitaire. Dans ce livre, elle étudie également la crainte de certains Blancs d'être dépossédés de leurs privilèges raciaux,,.
En 2016, son livre la La Couleur du marché est sous-titré Racisme et néolibéralisme aux États-Unis : elle y estime que le néolibéralisme met en place un système structurellement raciste, alors que les préjugés racistes et la discrimination visant des individus s'affaiblit. Données socio-économiques à l'appui, Sylvie Laurent démontre l'accentuation des inégalités économiques et la permanence d'une structuration raciale de la société américaine, entretenues par l'idéologie néolibérale dominante. Celle-ci promeut l'illusion d'un accès égalitaire au pouvoir politique et à toutes les opportunités économiques. Mais les populations noires sont défavorisées par le désengagement de l'état et la diminution des ressources sociales découlant d'une baisse de la fiscalité. Et les minorités, qui représentent 40% de la population américaine, n'ont que 6% des élus,,.
Dans Pauvre Petit Blanc : le mythe de la dépossession raciale, publié en 2020, Sylvie Laurent approfondit son exploration des angoisses socio-économiques des classes populaires américaines blanches, entamée, depuis 2009, avec sa thèse sur le personnage littéraire du « pauvre blanc ». 

## Commentaires médiatiques
Dans sa critique, le magazine Marianne reproche à Sylvie Laurent de ne pas tenir compte des travaux de Thomas Frank, David Goodhart ou Christophe Guilluy, et de compiler dans son livre Pauvre Petit Blanc : le mythe de la dépossession raciale « presque tous les concepts les plus creux de la sociologie contemporaine », notamment en assimilant à du racisme la crainte d’être mis en minorité culturelle par les flux migratoires. A contrario, le journal Le Monde diplomatique et Radio France internationale soulignent que "Sylvie Laurent met en lumière les origines, les évolutions discursives et la permanence de ce qu'elle démontre être un mythe, celui d'un processus en cours ou d'une menace à venir : le déclassement des Blancs américains au profit des minorités et des immigrants.",.

## Publications
- Homérique Amérique, Seuil, 2008
- Poor white trash, la pauvreté odieuse du Blanc américain, Paris, Presses Université Paris-Sorbonne, 2011
- Martin Luther King. Une biographie intellectuelle et politique, Paris, Seuil, 2015
- La Couleur du marché. Racisme et néolibéralisme aux États-Unis, Paris, Seuil, 2016
- Pauvre Petit Blanc. Le mythe de la dépossession raciale, Paris, Éditions de la Maison des sciences de l'homme, 2020
- Capital et Race. Histoire d'une hydre moderne, Paris, Seuil, 2024, 560 p.,  (ISBN 978-2-02-149888-2)